# Еріванська губернія

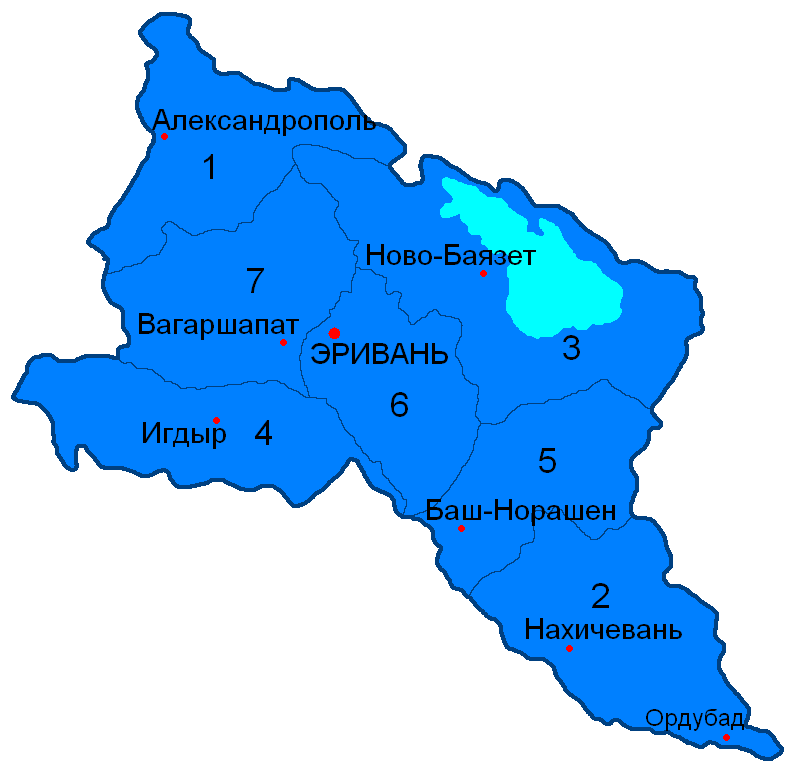
Еріванська губернія (1849-1917)

40°11′00″ пн. ш. 44°31′00″ сх. д. / 40.18333333333° пн. ш. 44.51666666667° сх. д.
Ериванська губернія — адміністративна одиниця Російської імперії в 1849—1917 із центром у місті Єреван. Була утворена іменним указом, виданим Сенату 9 червня 1849, з територій, що входили до складу Вірменської області.
З 1872 губернія складалась із 7 повітів, 110 волостей, 5 міст і 1 283 інших поселень. Найважливішими населеними пунктами, окрім Ерівані, були Александрополь, Нахічевань, Ново-Баязет, Ордубад і Ечміадзін.

## Національний склад населення (1897)

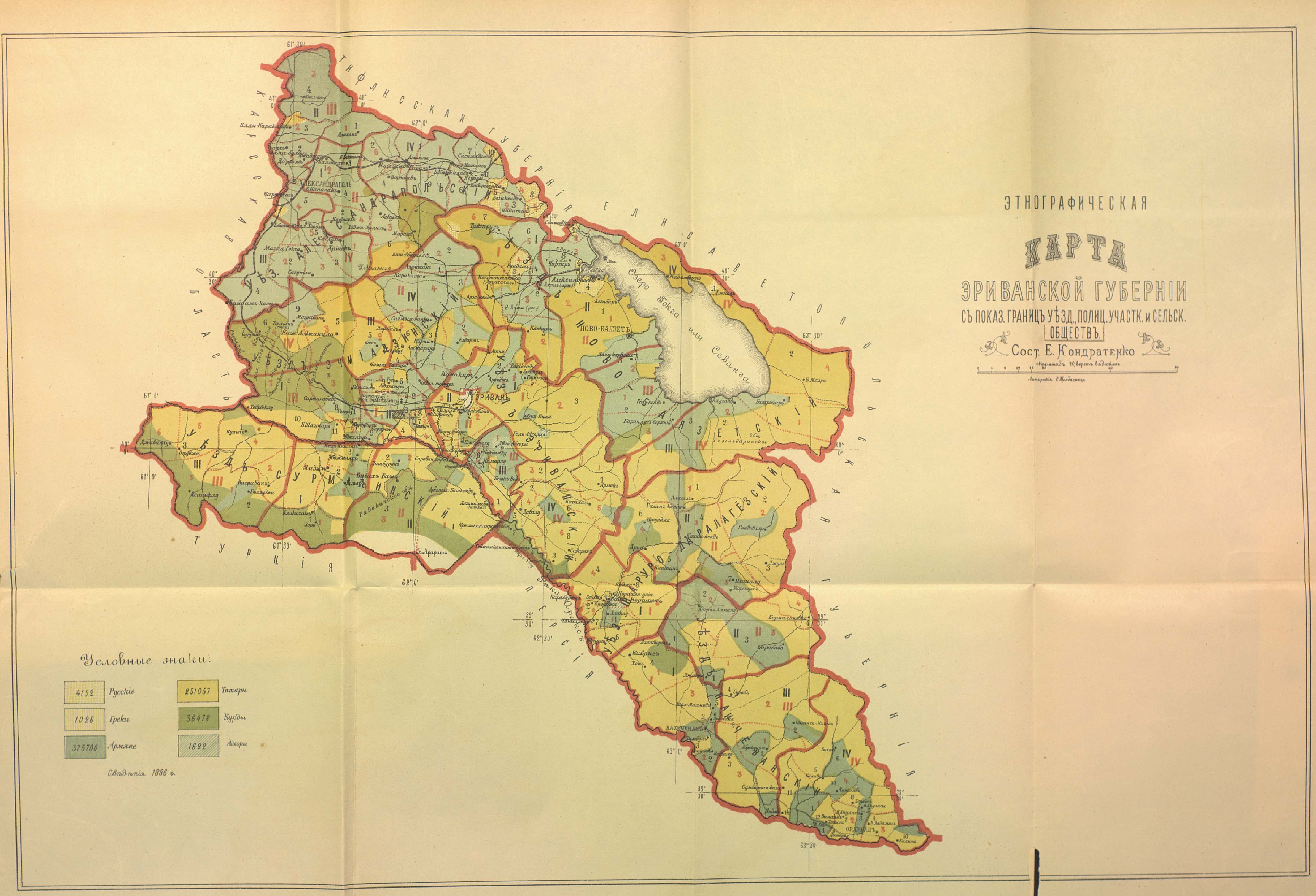
Етнічна карта Ериванська губернії (1902)

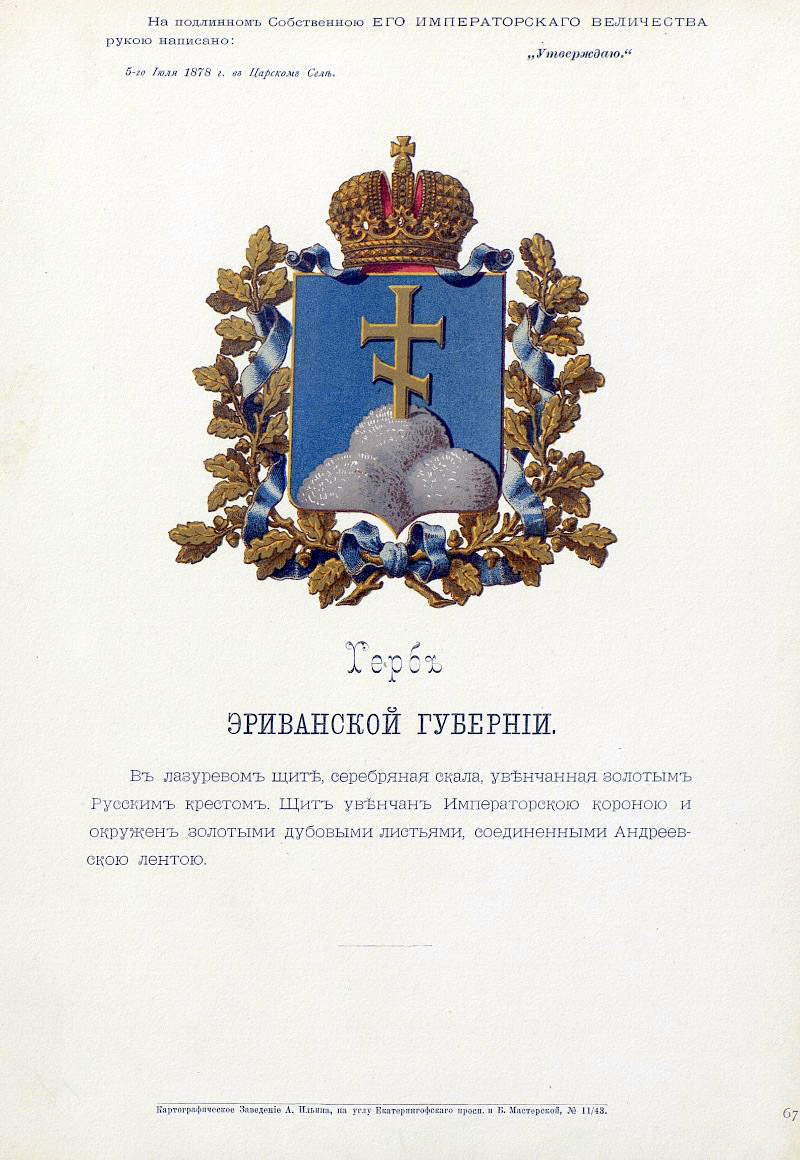
Герб губернії з офіційним описом, затверджений Олександром II (1878)

## Національний склад населення (1897)[2]
| Повіт                | вірмени | азербайджанці | курди  | росіяни | ассирійці |
| -------------------- | ------- | ------------- | ------ | ------- | --------- |
| Губернія в цілому    | 53,2 %  | 37,8 %        | 6,0 %  | 1,6 %   | …         |
| Олександропольський  | 85,5 %  | 4,7 %         | 3,0 %  | 3,4 %   | …         |
| Нахічеванський       | 34,4 %  | 63,7 %        | …      | …       | …         |
| Новобаязетський      | 66,3 %  | 28,3 %        | 2,4 %  | 2,2 %   | …         |
| Сурмалінський        | 30,4 %  | 46,5 %        | 21,4 % | …       | …         |
| Шаруро-Даралагезький | 27,1 %  | 67,4 %        | 4,9 %  | …       | …         |
| Еріванський          | 38,5 %  | 51,4 %        | 5,4 %  | 2,0 %   | 1,5 %     |
| Ечміадзінський       | 62,4 %  | 29,0 %        | 7,8 %  | …       | …         |

## Органи влади

### Адміністративний поділ
На початку XX століття до складу губернії входило 7 повітів:
| № | Повіт                | Повітове місто               | Площа, верст² | Населення (1897), чол. |
| - | -------------------- | ---------------------------- | ------------- | ---------------------- |
| 1 | Олександропольський  | Александрополь (30 616 чол.) | 3 303,7       | 165 503                |
| 2 | Нахічеванський       | Нахічевань (8 790 чол.)      | 3 858,8       | 100 771                |
| 3 | Новобаязетський      | Ново-Баязет (8 486 чол.)     | 4 156,8       | 122 573                |
| 4 | Сурмалінський        | с. Игдир (4 680 чол.)        | 3 241,0       | 89 055                 |
| 5 | Шаруро-Даралагезький | с. Баш-Норашен (867 чол.)    | 2 611,8       | 76 538                 |
| 6 | Еріванський          | Єреван (29 006 чол.)         | 2 664,2       | 150 879                |
| 7 | Ечміадзінський       | Ечміадзін (5 267 чол.)       | 3 390,1       | 124 237                |

### Губернатори
| Ім'я                  | Титул, чин, звання                              | Термін перебування на посаді |
| --------------------- | ----------------------------------------------- | ---------------------------- |
| Іван Назоров          | генерал-майор                                   | 1849—1859                    |
| Михайло Астаф'єв      | генерал-майор                                   | 1860—1866                    |
| Михайло Рославлєв     | генерал-майор                                   | 1867—1880                    |
| Михайло Шаликов       | генерал-лейтенант                               | 22.03.1880—22.12.1890        |
| Олександр Фрезе       | генерал-лейтенант                               | 02.02.1891—16.11.1895        |
| Володимир Тізенгаузен | граф, дійсний статський радник (таємний радник) | 20.02.1896—1916              |
| Аркадій Стрельбицький | надвірний радник (колезький радник)             | 1916—1917                    |

### Віце-губернатори
| Ім'я                  | Титул, чин, звання                  | Термін перебування на посаді |
| --------------------- | ----------------------------------- | ---------------------------- |
| Никифор Блаватський   | надвірний радник (статський радник) | 1849—1861                    |
| Василь Дзюбенко       | дійсний статський радник            | 1861—1865                    |
| Карл Бучен            | дійсний статський радник            | 1865—1873                    |
| Валерій Чеховський    | дійсний статський радник            | 30.12.1873—02.09.1890        |
| Володимир Тізенгаузен | граф, дійсний статський радник      | 29.11.1890—29.10.1892        |
| Михайло Накашидзе     | князь, дійсний статський радник     | 19.11.1892—15.04.1904        |
| Віктор Барановський   | підполковник                        | 06.09.1904—1913              |
| Олексій Чегодаєв      | князь, колезький радник             | 1913—1914                    |
| Аркадій Стрельбицький | надвірний радник                    | 1914—1916                    |